# Ogden (Québec)
Ogden è un comune del Canada, situato nella provincia del Québec, nella regione di Estrie.